# Villa Dal Ferro
La villa Dal Ferro, Canneti, Vanzo, Barettoni è una villa veneta ubicata ai margini dell'abitato di Giavenale, una frazione di Schio in provincia di Vicenza; la villa è attribuita a Vincenzo Scamozzi.

## Storia
La villa e i relativi annessi furono commissionati nel 1573 dai fratelli Giovanni Giacomo e Giovanni Battista Dal Ferro, nobili avvocati vicentini. La proprietà passò nel secondo Settecento alla famiglia Canneti, la quale fece apportare qualche modifica alla parte posteriore dell'edificio principale e, sempre sul retro, commissionò l'erezione delle barchesse adiacenti al corpo principale della villa. La proprietà passò quindi alla famiglia Vanzo e successivamente ai Barettoni, ancor oggi proprietari del complesso.
Pur non esistendo prove documentarie al riguardo, la villa Dal Ferro viene considerata, sulla base dello stile, un'opera giovanile di Vincenzo Scamozzi. 
Popolarmente la villa viene indicata come "palazzo di ferro", una evidente storpiatura del nome dei primi proprietari; tale designazione è diventata la denominazione della strada sulla quale sorge la stessa proprietà.

## Descrizione
Il complesso di villa Dal Ferro consiste nel corpo principale, con vari annessi rustici e il giardino di proprietà.
Il corpo principale della villa si sviluppa su due piani: il prospetto principale è caratterizzato dalla sobrietà delle decorazioni e linearità nella distribuzione dei vari elementi. Al centro la porta d'ingresso dell'edificio, architravata, è affiancata da ambo i lati da una coppia di finestre rettangolari dotate di inferriate. Un'altra finestra si apre all'estremità di ogni lato, distanziata dalle prime. La fascia sottotetto presenta delle finestre quadrate, in linea con le aperture sottostanti, anch'esse dotate di inferriate analogamente alle altre aperture. La fascia mediana dell'edificio è arricchita da lapidi commemorative e stemmi murati ordinatamente sopra la porta d'accesso. Un frontone triangolare arricchito alle estremità con vasi ornamentali completa la composizione; ai lati del timpano emergono i comignoli decorati con piccole guglie.
Di fronte al corpo principale dell'edificio si sviluppa parte del giardino di proprietà, simmetrico ed arricchito da una vasca circolare con fontana.
Sul fianco orientale della villa, leggermente discostata dal complesso, si nota la antica cappella dei Dal Ferro, dedicata a Santa Giustina, edificata nel 1581, caratterizzata da un piccolo campanile a vela.
Tra i vari annessi rustici e barchesse, alcune delle quali costruite in epoche successive, e in parte rimaneggiate nel corso dei secoli, vi è la torre colombara decorata in facciata dallo stemma a fresco della famiglia Dal Ferro.